# Aleuropteryx umbrata
Aleuropteryx umbrata is een insect uit de familie van de dwerggaasvliegen (Coniopterygidae), die tot de orde netvleugeligen (Neuroptera) behoort. 
De wetenschappelijke naam Aleuropteryx umbrata is voor het eerst geldig gepubliceerd door Zeleny in 1964.